# Кошарка на Летњим олимпијским играма 1976.
Кошаркашки турнир на Летњим олимпијским играма одржаним 1976. године је девети по реду званични кошаркашки турнир на Олимпијским играма, а први званични кошаркашки турнир на Олимпијским играма на којем су учествовале жене. Турнир је одржан у центру Ејтен Десмарто и Монтреал Форуму у Монтреалу, Канада.
Због афричког бојкота игара, мушка кошаркашка репрезентација Египта је напустила такмичење после првог дана.

## Освајачи медаља
| Дисциплина | Злато            | Сребро           | Бронза          |
| ---------- | ---------------- | ---------------- | --------------- |
| Мушкарци   | Сједињене Државе | Југославија      | Совјетски Савез |
| Жене       | Совјетски Савез  | Сједињене Државе | Бугарска        |

## Учесници

### Мушкарци
| - Аустралија - Египат - Италија - Јапан - Југославија - Канада | - Куба - Мексико - Порторико - Сједињене Америчке Државе - Совјетски Савез - Чехословачка |

### Жене
- Бугарска
- Јапан
- Канада
- Сједињене Америчке Државе
- Совјетски Савез
- Чехословачка